# Caritas Christi
Caritas Christi (CC) ist ein in Frankreich gegründetes Institut des geweihten Lebens in der Römisch-katholischen Kirche und nach Kanonischem Recht ein Säkularinstitut päpstlichen Rechts. Die Gemeinschaft verfügt über kein eigenes Zentrum, die Mitglieder leben in ihrem Beruf und ihrem eigenen Umfeld. Die Gemeinschaft wurde 1938 vom Dominikanerpater Joseph-Marie Perrin (1905–2002) und der Laiin Juliette Molland (1902–1979) gegründet.

## Geschichte
Juliette Molland hatte schon in jungen Jahren die Idee, mitten in der Welt zu leben und Gott zu dienen. Nach einem ersten Treffen mit Pater Perrin im Jahre 1939 entwickelten sie gemeinsam mit ihm die Lebensregeln der „Gemeinschaft der kleinen Schwestern der heiligen Katharina von Siena“. Am 4. August 1937 weihten sich die ersten zehn Mitglieder der neuen Gemeinschaft. 1938 erhielt die Frauengemeinschaft die Genehmigung durch den Erzbischof Jean Delay von Marseille. Dieser beauftragte Juliette Molland zur Leiterin. Am 16. Juni 1939 legten die ersten Frauen ihr feierliches Gelübde vor dem Erzbischof von Marseille ab. Zu Pfingsten 1944 erfolgte die bischöfliche Approbation, die Gemeinschaft führte nun den Namen „Union Caritas Christi“. Der nächste Schritt war am 6. Dezember 1950 die Anerkennung zum Säkularinstitut diözesanen Rechts. Das Anerkennungsdekret von der Religiosenkongregation führte am 19. März 1955 schließlich zur Anerkennung als Säkularinstitut päpstlichen Rechts.
Die Gemeinschaft ist bis heute auf 1297 Mitglieder angewachsen, sie ist in 38 Ländern aktiv. In Deutschland leben und arbeiten etwa 40 Mitglieder.

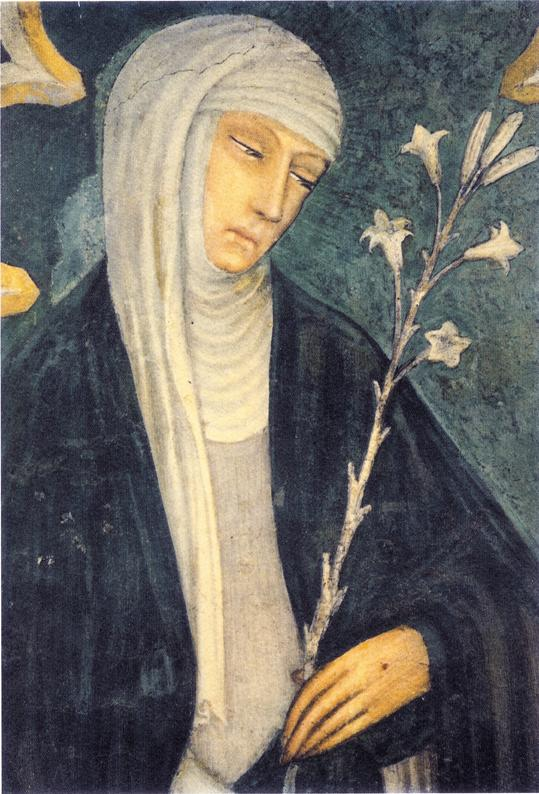
Die hl. Katharina von Siena, vermutlich älteste Darstellung (Fresko von Andrea Vanni, 14. Jahrhundert)

## Spiritualität
Als Schutzpatronin hat sich die Gemeinschaft die Heilige Katharina von Siena ausgewählt. Die Mitglieder leben an einer am Evangelium ausgerichtete Spiritualität. Ihr Gelübde orientiert sich an den Evangelischen Räten, daher versprechen sie Armut, Ehelosigkeit und Gehorsam.

## Die Gründer
Juliette Molland wurde zu Beginn des 20. Jahrhunderts in Noves in Frankreich geboren. Schon früh war sie ehrenamtlich im Pfarrdienst tätig, sie arbeitete in der Katechese, gründete eine Gruppe der Christlichen Landjugend und war Gemeinderätin. 1936 begegnete sie Pater Joseph-Marie Perrin und begann mit ihm einen Laienorden aufzubauen. Sie wurde 1939 die erste Verantwortliche der „Union Caritas Christi“. Nach einigen Jahren legte sie die Verantwortung in andere Hände und zog sich in ein stilles und abgeschiedenen Leben zurück. Am 6. August 1979, nach langer erlittener Krankheit, starb sie und wurde in Noves beigesetzt.
Joseph-Marie Perrin wurde 1905 in Troyes, im Nordosten Frankreichs, geboren. In jungen Jahren litt der Junge an einer Augenkrankheit und verlor zunehmend seine Sehkraft. Der fast blinde 17-Jährige trat dem Dominikanerorden bei und wurde zum Ordenspriester ausgebildet. Er hielt sich überwiegend in den Klöster von Marseille oder Montpellier auf und war ein überaus aktiver Mensch. Er war im  französischen Widerstand aktiv und wurde 1943 von der Gestapo inhaftiert. Seit 1937 stand er mit Juliette Molland in Verbindung und gründete mit ihr die „Union Caritas Christi“. Von 1940 bis 1975 war er als geistlicher Berater und Priester des Instituts tätig und bereiste die ganze Welt. Er präsentierte die Union im Vatikan und führte sie ebenfalls zur päpstlichen Anerkennung. Seit dem 15. April 2002 ruht er nach seinem Wunsch in der Erde der Provence, in Ste Baume.